# 卡西歐 fx-3650P II
Casio fx-3650P II是由Casio所推出的計數機，是fx-3650P及fx-3950P的改進型號。Casio fx-3650P有一個可顯示兩行文字的液晶螢幕。在香港，Casio fx-3650P II為香港考試及評核局認可的計數機之一，並在計算機上印有紅色字「▌▌▌▌█ H.K.E.A.A. APPROVED」。

## 與第一代fx-3650P和fx-3950P的分別
- 第二代的型號統一為「3650P」，即取消無太陽能電池的版本。
- 外殼由原本的類似卡西歐fx-115MS外殼改用類似卡西歐ES PLUS系列的外殼。
- 編程容量由360位元組升至390位元組。
- 第一代的編程容量是和統計容量合併的，因此可以將容量從統計容量轉移到編程容量，達成「增加編程容量」的效果[2]。fx-3650P II則不能用此方法增加編程容量。
- 第一代可以使用「%的特別用法」，而第二代則不能[3]。